# Wesermünder Geest
Die Wesermünder Geest ist eine Sammelbezeichnung für mehrere, voneinander durch Feuchtgebiete getrennte Geestrücken im Westen des Landkreises Cuxhaven und in Bremen-Nord. Die saaleeiszeitlichen Endmoränengebiete haben Höhen zwischen 10 und 74 m ü. NN und tragen in lockerer Mischung Waldstücke und Ackerland. In den Feuchtgebiete mit Höhen zwischen 0 und 5 m überwiegt Grünlandwirtschaft.

## Naturräumliche Gliederung
Die naturräumliche Haupteinheit der Wesermünder Geest ist Teil der Haupteinheitengruppe Stader Geest (Nummer 63, zweistellig) innerhalb des Norddeutschen Tieflandes (Großregion 1. Ordnung).
Nach dem Handbuch der naturräumlichen Gliederung Deutschlands (Blätter 56 – Bremen und 39 – Bremerhaven) gliedert sich die Wesermünder Geest in die folgenden naturräumlichen Einheiten:
- Wesermünder Geest (633)
  - 633.0 Osterholzer Geest
    - Vegesacker Geest oder Osterholz Scharmbecker Lehmgeest 633.00
    - Garlstedter Sandgeest oder Rekumer Geest 633.01
    - Bokeler Geest oder Hellingster Geest 633.02
    - 633.03
    - Geestemünder Niederung 633.04

  - 633.1
    - Lamstädter Endmoränen 633.10
    - Stinstedter Niederungen 633.11
    - 633.12
    - 633.13
    - Hohe Lieth oder Cuxhaven-Bremerhavener Geest 633.14

## Geografische Lage

Topographische Karte der Osterholzer Geest, des südlichen Teils der Wesermünder Geest

Die Wesermünder Geest wird im Süden durch den Fluss Lesum im nördlichen Teil Bremens begrenzt,
im Westen grenzt sie an die Marschländer Osterstade (an der Unterweser südlich von Bremerhaven) und Land Wursten (an der Außenweser nördlich von Bremerhaven). Im Norden wird die Wesermünder Geest durch das zu den Elbmarschen gehörende Land Hadeln und den Elbeästuar bei Cuxhaven abgeschlossen. Die östliche Grenze wird durch die Flüsse Oste bis zur Stadt Bremervörde und Hamme mit dem darin liegenden Teufelsmoor bei Osterholz-Scharmbeck gebildet. Östlich dieser Flüsse schließt sich hier die Zevener Geest an, die wie die Wesermünder Geest Teil des Naturraums Stader Geest ist. Im Bereich Gnarrenburg nähern sich die beiden Geestlandschaften aneinander an und markieren hier einen historisch bedeutsamen Übergang durch die sonst nur schwer zu überquerenden Moore der Hamme- und Osteniederung, die auf dem Weg von Bremen nach Hamburg überwunden werden mussten.
Etwa 10 km südlich der Stadtgrenze von Bremerhaven durchschneidet der Wesernebenfluss Lune und seine Niederung die Wesermünder Geest. Der südlich der Lune gelegene Teil wird Osterholzer Geest genannt und liegt größtenteils im Landkreis Osterholz. Die Höhenlagen dieses Teils der Geest mit zum Teil über 40 m bilden die Bremer Schweiz, die Lange Heide und der Eulenberg zwischen Brillit und Basdahl. Hier entspringen zahlreiche Geestrandbäche, darunter auch der Giehler Bach, der den Oberlauf der Hamme bildet, und die Drepte.
Der nördliche Teil der Wesermünder Geest liegt zum großen Teil im Landkreis Cuxhaven. Im westlichen Teil bei Lamstedt werden im Gebiet Westerberg über 60 m und in der Wingst bei Cadenberge sogar etwa 74 m Höhe erreicht, was der höchsten Stelle innerhalb der Wesermünder Geest entspricht. Deren Teil nördlich des Flusses Geeste ist von zahlreichen Niederungen und Mooren durchzogen und erreicht nur im Bereich südlich von Bederkesa und in der Wurster Heide Höhen von maximal etwa 30 m. Der von Bremerhaven-Lehe bis Cuxhaven-Altenwalde reichende nordwestliche Teil der Geest bildet die Hohe Lieth oder Wurster Heide.

## Landschaft und Vegetation
Neben intensiver Grünlandnutzung, wird auf der Geest Ackerbau betrieben. Auch zahlreiche Nadelwälder werden forstwirtschaftlich genutzt. Die Hochmoore im nördlichen Teil der Geest sind weitestgehend abgetorft. In den Höhenlagen sind auch naturnahe Laubwälder und zahlreiche Heideflächen zu finden. Die zahllosen Flüsse und Bäche, die die Höhenzüge der Geest zerschneiden, bilden Niederungen, in denen Niedermoore vorzufinden sind. Das Land Bremen hat zum Erhalt der Beckedorfer Beeke ein Naturschutzgebiet in einer solchen Niederung eingerichtet.

## Name
Der Name Wesermünder Geest geht auf die ehemalige preußische kreisfreie Stadt Wesermünde zurück, die zwischen 1924 und 1947  aus  dem größten Teil der heutigen Stadt Bremerhaven bestand. Sie war Verwaltungssitz des gleichnamigen Landkreises, in dessen Gebiet der größte Teil der Wesermünder Geest lag. Am 1. August 1977 wurde der Landkreis Wesermünde zugunsten des neu gegründeten Landkreises Cuxhaven aufgelöst. Der Name Wesermünder Geest ist aber weiterhin gebräuchlich.